# Les Blanchisseuses
 (juillet 2025).
Pour plus de détails, voir Fiche technique et Distribution.
Les Blanchisseuses est un film de Georges Méliès, sorti en 1896. Actuellement, le film est considéré comme perdu.